# Eremnophila asperata
Eremnophila asperata là một loài côn trùng cánh màng trong họ Sphecidae, thuộc chi Eremnophila. Loài này được W. Fox miêu tả khoa học đầu tiên năm 1897.